# Unión el Palmar
Unión el Palmar är en ort i Mexiko.   Den ligger i kommunen Chiapa de Corzo och delstaten Chiapas, i den sydöstra delen av landet, 700 km öster om huvudstaden Mexico City. Unión el Palmar ligger 1 326 meter över havet och antalet invånare är 347.
Terrängen runt Unión el Palmar är kuperad österut, men västerut är den bergig. Runt Unión el Palmar är det ganska tätbefolkat, med 100 invånare per kvadratkilometer. Närmaste större samhälle är Tuxtla Gutiérrez, 15,6 km sydväst om Unión el Palmar. I omgivningarna runt Unión el Palmar växer huvudsakligen savannskog.